# Tomáš Klus

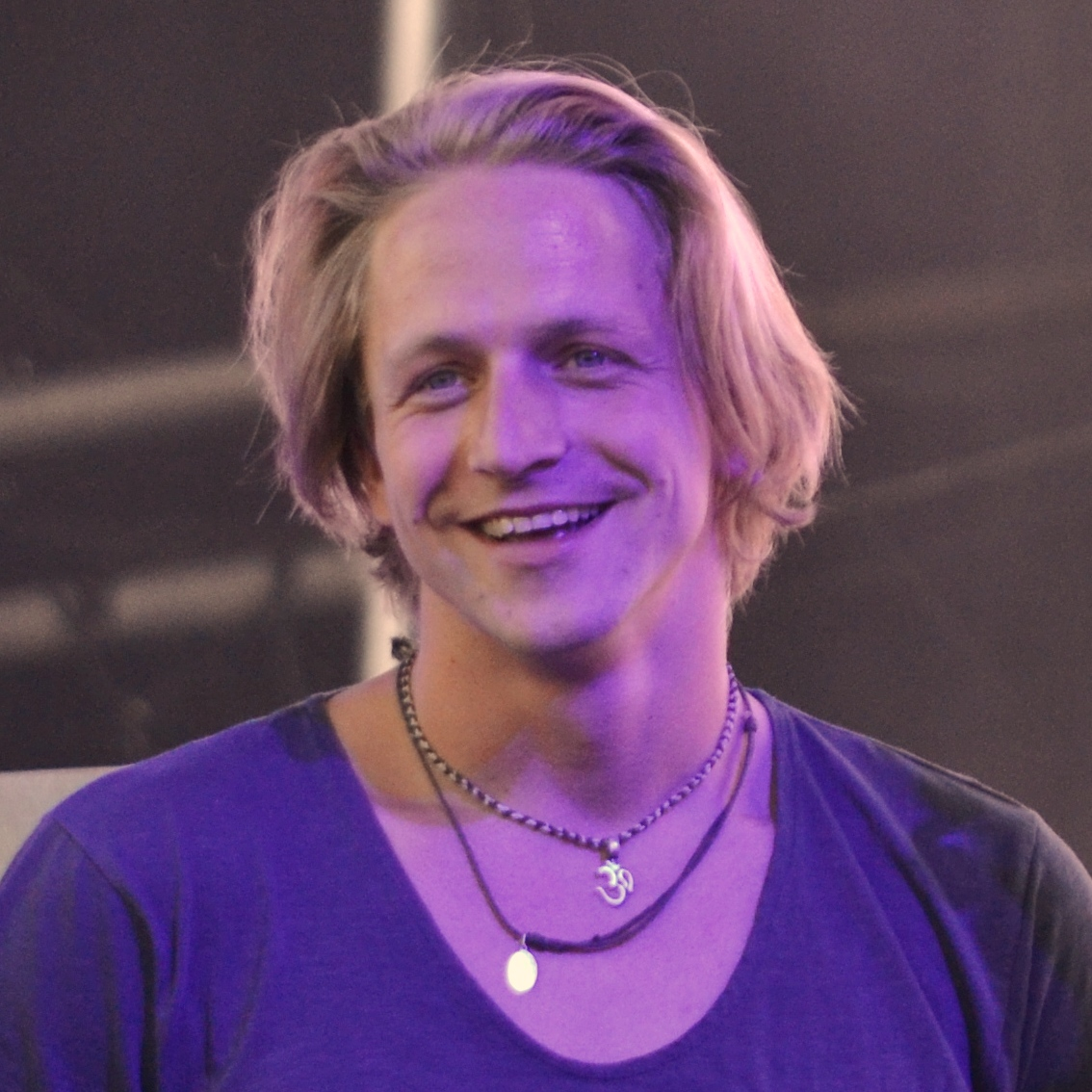
Tomáš Klus (2014)

Tomáš Klus (* 15 mei 1986, Třinec) is een Tsjechische singer-songwriter, acteur en voormalig topsporter (vijfkamp).

## Discografie

### Studioalbums
- 2008 – Cesta do záho(d)by
- 2009 – Hlavní uzávěr splínu
- 2011 – Racek

### Compilatiealbum
- 2008 – Anglické jahody

## Filmografie

### Series
- 2004 – Hop nebo trop

### Films
- 2004 – Šejdrem
- 2009 – Veni, vidi, vici
- 2009 – Rytmus v patách
- 2009 – Naděje
- 2011 – Tajemství staré bambitky
- 2012 – Poslední z Aporveru